# Cephaloscymnus zimmermanni
Cephaloscymnus zimmermanni är en skalbaggsart som beskrevs av George Robert Crotch 1873. Cephaloscymnus zimmermanni ingår i släktet Cephaloscymnus och familjen nyckelpigor.

## Underarter
Arten delas in i följande underarter:
- C. z. zimmermanni
- C. z. australis